# Pine Haven
Pine Haven és un poble dels Estats Units a l'estat de Wyoming. Segons el cens del 2000 tenia 222 habitants.

## Demografia
Segons el cens del 2000, Pine Haven tenia 222 habitants, 102 habitatges, i 68 famílies. La densitat de població era de 65,4 habitants/km².
Dels 102 habitatges en un 21,6% hi vivien nens de menys de 18 anys, en un 64,7% hi vivien parelles casades, en un 1% dones solteres, i en un 33,3% no eren unitats familiars. En el 28,4% dels habitatges hi vivien persones soles el 13,7% de les quals corresponia a persones de 65 anys o més que vivien soles. El nombre mitjà de persones vivint en cada habitatge era de 2,18 i el nombre mitjà de persones que vivien en cada família era de 2,68.
Per edats la població es repartia de la següent manera: un 17,6% tenia menys de 18 anys, un 2,7% entre 18 i 24, un 21,6% entre 25 i 44, un 43,7% de 45 a 60 i un 14,4% 65 anys o més.
L'edat mediana era de 48 anys. Per cada 100 dones de 18 o més anys hi havia 115,3 homes.
La renda mediana per habitatge era de 37.250 $ i la renda mediana per família de 46.250 $. Els homes tenien una renda mediana de 39.583 $ mentre que les dones 35.625 $. La renda per capita de la població era de 21.014 $. Entorn del 4,6% de les famílies i el 4,1% de la població estaven per davall del llindar de pobresa.

## Poblacions més properes
El següent diagrama mostra les poblacions més properes.